# فرد شيبيسي
فريدريك آلان شابيسي (بالإنجليزية: Frederic Alan Schepisi)‏ ولد في 26 ديسمبر 1939 في ملبورن، أستراليا. هو مخرج ومنتج وكاتب سيناريو أسترالي.

## روابط خارجية
- فرد شيبيسي على موقع IMDb (الإنجليزية)
- فرد شيبيسي على موقع الموسوعة البريطانية (الإنجليزية)
- فرد شيبيسي على موقع مونزينجر (الألمانية)
- فرد شيبيسي على موقع ألو سيني (الفرنسية)
- فرد شيبيسي على موقع تيرنر كلاسيك موفيز (الإنجليزية)
- فرد شيبيسي على موقع أول موفي (الإنجليزية)
- فرد شيبيسي على موقع قاعدة بيانات الأفلام السويدية (السويدية)
- فرد شيبيسي على موقع إن إن دي بي (الإنجليزية)
- فرد شيبيسي على موقع قاعدة بيانات الفيلم (الإنجليزية)
- فرد شيبيسي على موقع كينوبويسك (الروسية)